# Liên đại Nguyên sinh
Liên đại Nguyên Sinh (Proterozoic, IPA: /ˌproʊtərəˈzoʊɪk, ˌprɒt-, -əroʊ-, -trə-, -troʊ-/ PROH-tər-ə-ZOH-ik, PROT-, -⁠ər-oh-, -⁠trə-, -⁠troh-) là một liên đại địa chất bao gồm một thời kỳ trước khi có sự phổ biến đầu tiên của sự sống phức tạp trên Trái Đất. Liên đại Nguyên Sinh kéo dài từ khoảng 2.500 triệu năm trước (Ma) tới khoảng 542,0 ± 1,0 Ma. Liên đại Nguyên Sinh là phần gần đây nhất của thời kỳ Tiền Cambri không chính thức và đã cũ.
Liên đại Nguyên Sinh bao gồm ba đại địa chất, từ cổ nhất tới trẻ nhất là:
- Đại Cổ Nguyên Sinh (Paleoproterozoic)
- Đại Trung Nguyên Sinh (Mesoproterozoic)
- Đại Tân Nguyên Sinh (Neoproterozoic)

Các sự kiện chính đã được xác định khá tốt là:
- Sự quá độ sang khí quyển giàu oxy trong đại Trung Nguyên Sinh.
- Một vài thời kỳ băng hà hóa, bao gồm cả quả cầu tuyết Trái Đất trong kỷ Cryogen ở cuối đại Tân Nguyên Sinh.
- Kỷ Ediacara (635 tới 542 Ma) được đặc trưng bằng sự tiến hóa của các sinh vật đa bào thân mềm khá phổ biến.

## Hồ sơ địa chất

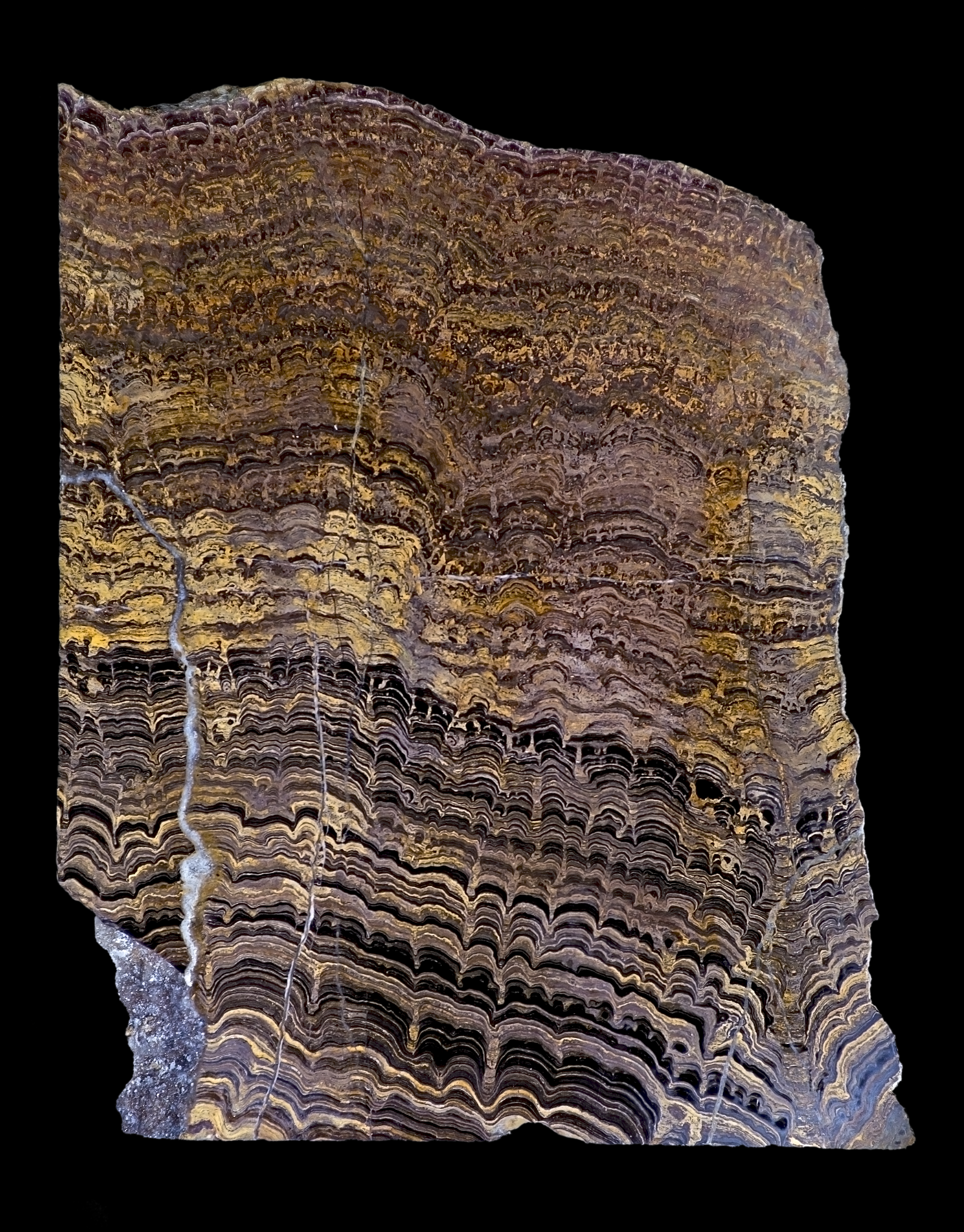
Đá thạch nguyên sinh hạ từ Bolivia, Nam Mỹ

Hồ sơ địa chất liên đại Nguyên Sinh là tốt hơn nhiều so với liên đại trước đó là liên đại Thái Cổ (Archean). Ngược lại với các trầm tích biển sâu của liên đại Thái Cổ, liên đại Nguyên Sinh được đặc trưng bằng nhiều địa tầng được sắp đặt trên các biển thềm lục địa nông trải rộng; ngoài ra, phần nhiều trong số các loại đá này ít bị biến chất hơn so với các loại đá thời kỳ Thái Cổ. Nghiên cứu các loại đá này chỉ ra rằng đặc trưng nổi bật của liên đại này là sự lớn dần lên của lục địa khá nhanh và có quy mô lớn (là duy nhất trong liên đại Nguyên Sinh), các chu kỳ siêu lục địa và các hoạt động kiến tạo sơn hiện đại hoàn toàn.
Các sự kiện băng hà hóa đã biết đầu tiên diễn ra trong liên đại Nguyên Sinh; một trong số đó bắt đầu chỉ ngay sau khi liên đại này bắt đầu, trong khi có ít nhất 4 sự kiện như thế diễn ra trong đại Tân Nguyên Sinh, đạt tới đỉnh cao với "quả cầu tuyết Trái Đất" của băng hà Varangia.
Liên giới trong địa tầng học của liên đại này được gọi là liên giới Nguyên sinh.

## Tích tụ oxy
Một trong những sự kiện quan trọng nhất của liên đại Nguyên Sinh là sự tích lũy oxy trong khí quyển Trái Đất. Mặc dù sự giải phóng oxy do quang hợp từ thời kỳ Thái Cổ là điều không còn nghi ngờ gì nữa, nhưng trong thời kỳ đó sự tích tụ oxy chưa đủ lớn cho đến khi quá trình chìm lắng hóa học của các chất như lưu huỳnh và sắt không bị oxy hóa đã được thực hiện xong. Vào khoảng 2,3 tỷ năm trước, oxy trong khí quyển có lẽ chỉ đạt được mức khoảng 1-2% của mức như ngày nay. Các tạo thành sắt theo dải, cung cấp phần lớn các quặng sắt trên thế giới, cũng là lắng đọng hóa học đáng chú ý. Phần lớn các tích tụ đã giảm mạnh sau 1.900 Ma, hoặc là do sự gia tăng của oxy hoặc là thông qua sự phối trộn của các cột nước đại dương.
Các địa tầng đỏ, có màu như vậy là do hematit, một chỉ thị cho sự gia tăng của oxy trong khí quyển sau 2 tỷ năm trước; chúng không được tìm thấy trong các tầng đá cổ hơn. Sự tích tụ oxy có lẽ là do 2 yếu tố: sự nhồi đầy của các chất chìm lắng hóa học và sự gia tăng của sự chôn vùi cacbon, nó cô lập các hợp chất hữu cơ mà nếu không thì chúng rất dễ dàng bị oxy hóa bởi oxy trong khí quyển.

## Sự sống
Sự sống đơn bào và đa bào tiên tiến đầu tiên đã xảy ra gần như đồng thời với sự tích lũy oxy. Điều này có thể là do sự gia tăng trong các nitrat đã oxy hóa mà các động vật nhân chuẩn sử dụng, ngược lại với vi khuẩn lam. Cũng trong liên đại Nguyên Sinh thì quan hệ cộng sinh đầu tiên giữa các ti thể (đối với động vật và sinh vật nguyên sinh) và các lạp lục (đối với thực vật) và các vật chủ của chúng cũng đã tiến triển.
Sự phát triển thịnh vượng của các sinh vật nhân chuẩn như acritarch không ngăn cản sự bành trướng của vi khuẩn lam; trên thực tế, các stromatolit đạt tới đỉnh cao nhất của sự phổ biến và đa dạng trong liên đại Nguyên Sinh, vào khoảng 1,2 tỷ năm trước.
Theo truyền thống, ranh giới giữa liên đại Nguyên Sinh và đại Cổ Sinh (Paleozoic) của liên đại Hiển Sinh được thiết lập tại phần bắt đầu của kỷ Cambri khi các hóa thạch đầu tiên của các động vật được biết đến dưới tên gọi trùng ba thùy và archeocyatha xuất hiện. Trong nửa sau của thế kỷ 20, một loạt các dạng hóa thạch đã được tìm thấy trong các lớp đá của liên đại Nguyên Sinh, nhưng ranh giới trên của liên đại Nguyên Sinh vẫn được chốt tại phần đáy (sự khởi đầu) của kỷ Cambri, mà hiện nay coi là khoảng 542 Ma.